# Belém (Pará)
Belém város az Amazonas torkolatánál, Brazília északi részén. Pará szövetségi állam fővárosa. Az Amazonas folyó kapuja, nagy kikötővel és repülőtérrel rendelkezik. 100 km-re az Atlanti-óceántól, a Pará folyó partján található az Amazonas deltájában.
A várost 1616-ban alapították, az első európai gyarmat volt az Amazonas folyó mentén. 1775-ben vált Brazília részévé. A külvárosokkal együtt több mint 2 millió lakosa van. A városban nagyon sok mangófa van. Modern részében felhőkarcolók épültek. A régi városrészek a gyarmati időkből maradtak fenn, nagy terekkel, parkokkal, templomokkal és a hagyományos kék csempés épületekkel.
Brazíliában sokszor Belém do Pará (a parái Belém) néven emlegetik, hogy megkülönböztessék a bibliai Betlehemtől. Portugálul a Belém azt jelenti, hogy Betlehem.

## Éghajlat
| Hónap                                                       | Jan. | Feb. | Már. | Ápr. | Máj. | Jún. | Júl. | Aug. | Szep. | Okt. | Nov. | Dec. | Év   |
| ----------------------------------------------------------- | ---- | ---- | ---- | ---- | ---- | ---- | ---- | ---- | ----- | ---- | ---- | ---- | ---- |
| Rekord max. hőmérséklet (°C)                                | 35,9 | 34,8 | 37,3 | 35,0 | 34,0 | 35,0 | 35,3 | 35,5 | 34,0  | 35,0 | 35,0 | 37,0 | 37,3 |
| Átlagos max. hőmérséklet (°C)                               | 30,9 | 30,5 | 30,4 | 30,8 | 31,3 | 31,7 | 31,7 | 32,1 | 32,1  | 32,2 | 32,3 | 31,9 | 31,5 |
| Átlagos min. hőmérséklet (°C)                               | 22,1 | 22,2 | 22,4 | 22,6 | 22,6 | 22,1 | 21,7 | 21,7 | 21,7  | 21,6 | 21,9 | 22,0 | 22,0 |
| Rekord min. hőmérséklet (°C)                                | 19,4 | 18,8 | 19,8 | 19,2 | 19,8 | 19,8 | 14,0 | 18,5 | 18,8  | 18,9 | 18,6 | 19,0 | 14,0 |
| Átl. csapadékmennyiség (mm)                                 | 386  | 413  | 447  | 353  | 306  | 155  | 156  | 126  | 145   | 115  | 118  | 203  | 2922 |
| Havi napsütéses órák száma                                  | 139  | 103  | 104  | 122  | 182  | 226  | 252  | 264  | 231   | 233  | 205  | 182  | 2242 |
| Forrás: Brazilian National Institute of Meteorology (INMET) |      |      |      |      |      |      |      |      |       |      |      |      |      |

## Fordítás
- Ez a szócikk részben vagy egészben  a   Belém című angol Wikipédia-szócikk fordításán alapul.  Az eredeti cikk szerkesztőit annak laptörténete sorolja fel. Ez a jelzés csupán a megfogalmazás eredetét és a szerzői jogokat jelzi, nem szolgál a cikkben szereplő információk forrásmegjelöléseként.

## Népesség
A település népességének változása:
| Lakosok száma | 1 280 614 | 1 393 399 | 1 499 641 | 1 506 420 | 1 303 403 |
|               | 2000      | 2010      | 2020      | 2021      | 2022      |